# Biểu tình Gruzia 2009
Cuộc biểu tình tại Gruzia năm 2009 diễn ra ngày 9, 10 và 11 tháng 4 năm 2009 do phe đối lập tiến hành, Đây là cuộc biểu tình ôn hòa để chống lại chính phủ của Tổng thống Saakashvili và nhằm đòi hỏi ông từ chức .

## Đối lập
Tỉ lệ tín nhiệm của người dân Gruzia đối với Tổng thống Mikheil Saakashvili đã giảm đáng kể từ sau cuộc xung đột tháng 8 năm 2008 giữa nước này với Nga và sự thất bại trong nỗ lực cải tổ nền dân chủ mà ông cam kết sau cuộc cách mạng Hoa hồng năm 2003 mà đã đưa ông lên nắm quyền, thâu tóm quyền lực và bóp nghẹt giới truyền thông. Nhiều người, trong đó có một số đồng minh trước đây, cáo buộc Tổng thống không biết cách xử lý cuộc xung đột Osetia năm 2008. Khoảng 7.000 binh lính Nga vẫn hiện diện tại Nam Ossetia và Abkhazia, hai khu vực ly khai của Gruzia mà Moskva vừa công nhận độc lập.
Không chỉ người dân trong nước mà ngay cả nhiều đồng minh của Gruzia cũng đang đặt ra câu hỏi về động cơ của ông Saakashvili trong cuộc tấn công Nam Ossetia năm 2008. Ông này khẳng định Nga gây hấn trước và yêu cầu cộng đồng quốc tế điều tra. Trong khi đó, ngay cả một số nghị sĩ ủng hộ tổng thống cũng cho rằng ông tỏ ra quá độc đoán trong việc ra quyết định phát động chiến tranh. Mặc dù cáo buộc Nga kích động Gruzia thông qua việc ủng hộ Nam Ossetia và Abkhazia, các nước phương Tây cũng chỉ trích ông Saakashvili đã sử dụng vũ lực với Nam Ossetia. Họ tỏ ra hoài nghi khi ông khẳng định cuộc tấn công của Gruzia chỉ là hành động tự vệ. Báo cáo của vài tổ chức nhân quyền cho thấy quân đội Gruzia cố tình bắn vào dân thường và phá hoại tài sản của họ.
Theo tin tức từ báo chí Nga, ông Lali Moroskina, lãnh đạo một phe chính trị đối lập tuyên bố: "Chính quyền đã nhiều lần hứa hẹn nhưng chưa bao giờ thực hiện lời hứa của mình. Tôi nghĩ rằng, niềm tin có giới hạn và nó đã hết". Zviat Dzitziguri, lãnh đạo Đảng Bảo thủ Gruzia thì khẳng định: "Ông Saakashvili không muốn từ chức, nhưng nhân dân không muốn ông ấy lãnh đạo đất nước". Cả phía chống đối và chính phủ đều mong muốn các cuộc biểu tình diễn ra một cách ôn hòa và cảnh sát sẽ không ngăn cản.

## Ngày 1

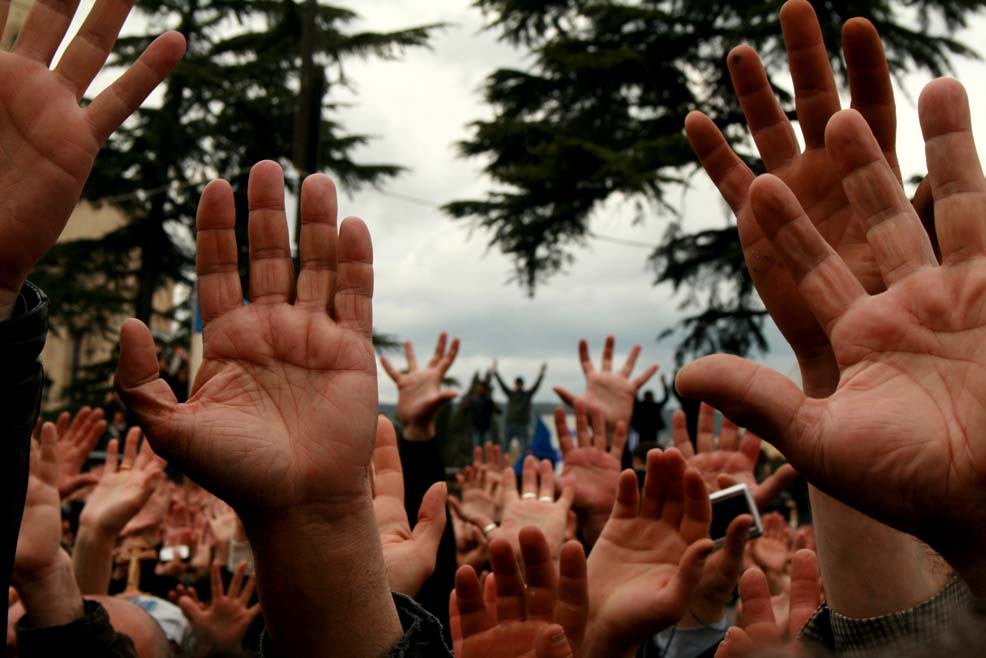
Những người biểu tình giơ tay để cho thấy họ không có vũ khí

Ít nhất 60.000 người biểu tình đã tập trung bên ngoài tòa nhà quốc hội và vài nghìn người khác đang từ Đại học Tbilisi tiến về khu vực trên, tại trung tâm Thủ đô Tbilisi, đòi Tổng thống Mikheil Saakashvili từ chức thời hạn trong vòng 24 giờ. Cuộc biểu tình đã bắt đầu từ lúc sáng sớm ngày 9 tháng 4 năm 2009. Theo những người tổ chức, số người tham gia cuộc biểu tình này lên tới 150.000 trong khi cảnh sát nói có không quá 25.000 người. Do vậy, các nhà chức trách không loại trừ khả năng sẽ lặp lại sự kiện năm 2007 khi sử dụng vũ lực để giải tán biểu tình.
Tại quảng trường phía trước toà nhà Quốc hội đã được bố trí các khán đài để lãnh đạo các phe, nhóm chính trị phát biểu. Cuộc biểu tình này đã được chuẩn bị từ lâu và các Đảng phái đều thống nhất một chủ đề chung là đòi Tổng thống Saakashvili từ chức vô điều kiện. Lãnh đạo phe đối lập tuyên bố sẽ biểu tình cho tới khi nào ông Saakashvili từ chức và kêu gọi cuộc bầu cử sớm.
"Chúng tôi ở đây để nói rằng ông Mikheil Saakashvili phải từ chức. Không có lựa chọn nào khác ngoài việc ở đây cho tới khi yêu sách của chúng tôi được đáp ứng", lãnh đạo phe đối lập, đồng thời là cựu ứng viên tổng thống Levan Gachechiladze, nói với người biểu tình trước Tòa nhà Quốc hội Gruzia .

## Ngày 2

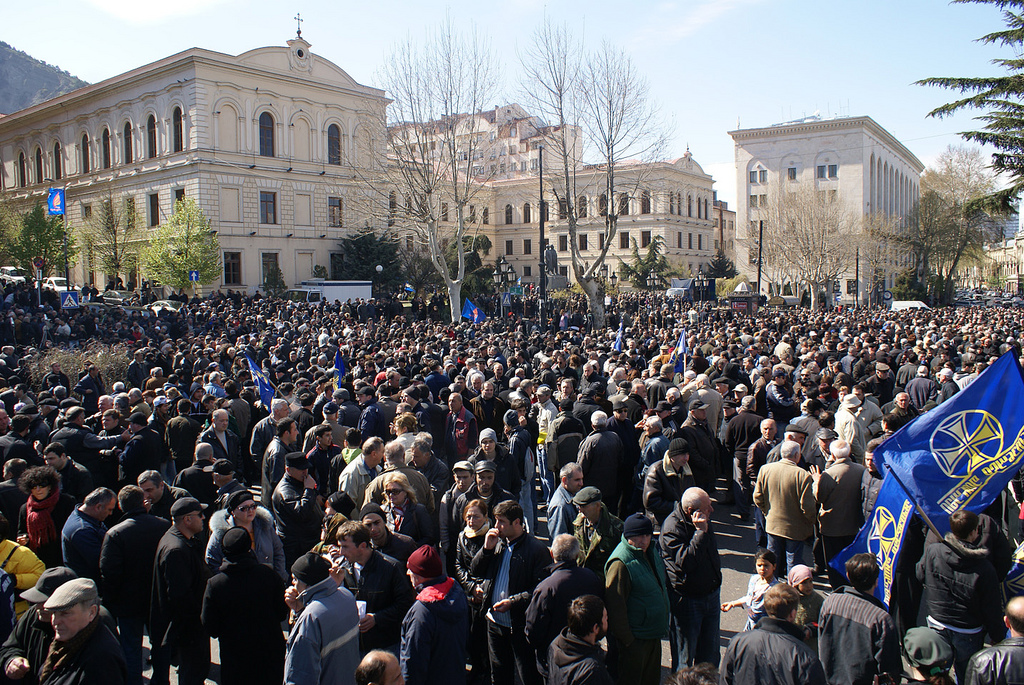
Ngày 2 của cuộc biểu tình

Phe đối lập đã kêu gọi người ủng hộ trở lại để tiến hành một cuộc biểu tình rầm rộ nữa vào ngày 10/4. Một số người biểu tình nói họ ở đây để phản đối các điều kiện sống không thể chịu đựng nổi và những hành động vi phạm nhân quyền, để đòi ông Saakashvili từ chức bởi không có lựa chọn nào khác.
Cả chính phủ và phe đối lập đã hứa không sử dụng vũ lực. Tuy nhiên, căng thẳng tăng cao và có lo ngại các cuộc biểu tình có thể biến thành bạo lực dân sự. Một số người biểu tình đã bị bắt với tội danh mang vũ khí, âm mưu tấn công vũ trang và ném lựu đạn vào xe cảnh sát. Phe đối lập đã phủ nhận mọi hành vi bạo lực. Những người ủng hộ chính phủ nói Tổng thống Saakashvili tiếp tục được nhân dân ủng hộ và phe đối lập đang tìm cách lật nhào kết quả bầu cử tổng thống hồi năm 2008. Ông Saakashvili đã tái đắc cử thêm một nhiệm kỳ 5 năm . Ông Saakashvili nói sẽ ở lại cho đến cuối nhiệm kỳ thứ nhì kéo dài 5 năm của mình, chấm dứt năm 2013, và kêu gọi thương thuyết. Những người biểu tình không đồng ý thảo luận với ông Saakashvili. Tuy nhiên, họ lại nói sẵn sàng thảo luận với tổng thống nếu một số điều kiện tiên quyết được đáp ứng.

## Ngày 3
Vào thứ bảy, 11 tháng 4, hàng ngàn người đã tiếp tục tuần hành sang ngày thứ ba. Đđược sứ của Liên Âu, ông Peter Semneby, liên lạc với cả hai phía để mang họ đến gần với nhau. "Tôi cảm thấy điều này có thể xảy ra," ông cho báo chí biết. Những người biểu tình bày tỏ sự giận dữ với ông Saakashvili về cách ông đối phó với cuộc chiến ngắn ngủi xảy ra hồi Mùa Hè năm 2008 với Nga. Quân đội Gruzia bỏ chạy trước sức tiến của quân Nga, và quốc gia này mất đi một phần lãnh thổ khi thành phần ly khai và quân Nga hoàn toàn kiểm soát hai khu vực của Gruzia. Học cũng cáo buộc tổng thống là giữ quá nhiều quyền hành trong tay và làm xấu hổ dân chúng vì thái độ bất thường của ông ta. Thêm vào đó, người dân Gruzia cũng cho là tổng thống không có hành động gì để giúp người nghèo và tạo công ăn việc làm .
Trong ngày thứ ba, có khoảng 10.000 người đã biểu tình tại ba địa điểm: trước cửa nghị viện, bên ngoài tư dinh ông Saakashvili và tại văn phòng đài truyền hình lớn nhất của nhà nước. Hàng ngàn người sau đó tiếp tục tuần hành đến đài truyền hình thứ nhì của chính phủ.

## Tiếp diễn

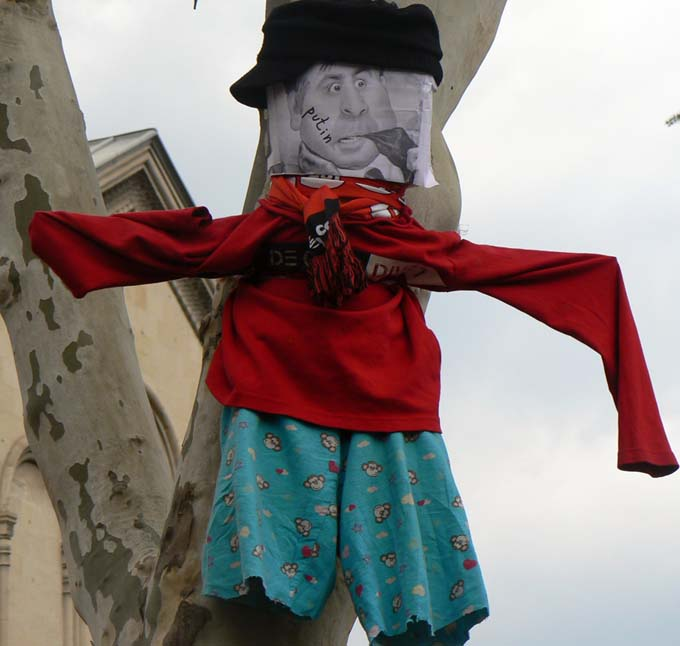
Hình nhân với gương mặt của Mikheil Saakashvili

Hàng nghìn người ủng hộ phe đối lập từ các tỉnh kéo về thủ đô Tbilisi vào thứ tư, 22/4, để tham gia làn sóng biểu tình chống Tổng thống Mikhail Saakashvili. Khoảng 600 xe hơi và xe buýt chở người biểu tình từ các tỉnh phía tây Gruzia đã tới thành phố Tbilisi vào tối 21/4. Trước đó khoảng 30.000 người đã tập trung trước cửa tòa nhà quốc hội và một đường phố chính của thủ đô. Levan Gachechiladze, một lãnh đạo của phe đối lập, phát biểu: "Tổng thống nghĩ đất nước này là sân chơi riêng của ông ấy. Vì thế mà Saakashvili sẽ phải trả giá và điều đó sẽ xảy ra sớm".

## Ảnh hưởng đến kinh tế Gruzia
Ngày 9 tháng 4 năm 2009 Thủ tướng Gruzia Nikoloz Guilaouri cảnh báo các cuộc đối đầu chính trị và biểu tình trên cả nước sẽ gây thiệt hại cho kinh tế Gruzia .